# المذهب البارع فی شرح المختصر النافع
المذهب البارع فی شرح المختصر النافع کتابی از جمال الدین ابوالعباس احمد بن محمد بن فهد الحلی است. 

## تصحیح
تصحیح این کتاب در سال ۱۳۶۵ منتشر و در مراسم کتاب سال جمهوری اسلامی ایران به‌عنوان کتاب برگزیده معرفی شد.